# Ма Хушань
Ма Хушань (сяо.ﻣَﺎ ﺧُﻮْ شً,спрощ.: 马虎山; кит. трад.: 馬虎山; піньїнь: Mǎ Hushān, акад. Ма Ху Шань 1910 — 1954) — воєначальник хуейцзу (китайських мусульман), зять і послідовник Ма Джун'їна, воєначальника кліки Ма. З 1934 по 1937 рік він правив територією Південного Сіньцзяну, яку жителі Заходу назвали Тунганістаном (на честь дунганів).
Іноді його називали «королем Тунганістану».

## Тунганістан
Ма Хушань воював проти російської Червоної армії та військ білої Росії під час радянського вторгнення в Сіньцзян і переміг їх у битві. «Росіяни привезли фіджі, бомбили і затрутили нас газом», — сказав він про війну.
Він також брав участь у війні за знищення Першої Східно-Туркестанської Республіки, командуючи новою 36-ю дивізією в битві при Кашгарі та битві під Хотаном.
36-та дивізія Ма придушила повстання уйгурів в оазі Чарклик. Вона контролювала південні оази Сіньцзяну, і Пітер Флемінг назвав цю територію «Тунганістаном». Ма Хушань і нова 36-та дивізія оголосили про свою лояльність уряду Гоміньдану в Нанкіні та надіслали туди емісарів з проханням про допомогу для боротьби проти провінційних сил Шен Шицая та Радянського Союзу.
Хотан був базою Ма Хушаня під час його правління над південними оазами. Говорили, що його війська були «виразно антияпонськими», а територія, якою вони керували, була покрита «більшістю антияпонських гасел із власне Китаю», і Ма зробив «Опір японському імперіалізму» частиною своєї керівної доктрини. Самого Ма Хушаня Елла Мейлар описала як «добре збитого довгоногого чоловіка».

### Килимовий завод
Режим Ма змусив державну фабрику перейти від старого стилю до виробництва килимів у китайському стилі. Він замовив створення «маленьких блакитних килимів», «тканих у Хотані». Вони були китайського дизайну з китайськими написами. Пітер Бірхлер помилково сказав, що шурин Ма Хушаня Ма Джун'їн був клієнтом килимової фабрики.

### Сіньцзянська війна (1937)
Ма Хушань сформулював план антирадянського «джихаду» із завоювання у Кремля російського Туркестану та Сибіру. Він обіцяв спустошену Європу та завоювання Росії та Індії. 3 червня 1937 року United Press International (UPI) повідомила про антирадянське клієнтське повстання Ма Сі Чжуна (Ма Хо Сан).
Війська Ма зазнали поразки від Шен Шицая та радянських військ, і багато з них дезертирували або втекли. Ма втік до Британської Індії. Він привіз із собою тисячі унцій золота, яке було конфісковано англійцями. Британці залишили ці гроші, щоб заплатити за нібито «грабунок» британської власності в Кашгарі військами Ма, але врешті-решт відправили гроші «назад» режиму Шен Шицая. Він був ненадовго затриманий британцями, а потім повернувся на пароплаві з Калькутти до Китаю у 1938 році — зокрема, до провінції Цінхай.
Британські телеграми з Індії в 1937 році повідомляли, що тунгани, такі як Ма Чжун'їн і Ма Хушань, досягли угоди з СРСР, з якими вони раніше воювали, що оскільки японці почали повномасштабну війну з Китаєм, що тунгани під проводом Ма Хушаня допоможуть Китайські сили борються з Японією, і що він повернеться до Ганьсу.
Свен Гедін писав, що Ма Хушань «безумовно підкориться заклику» приєднатися до китайської сторони проти Японії у війні.

## Гоміньданівське повстання в Китаї (1950–58)
Ма очолював ісламське повстання Гоміньдану в Китаї з 1950 по 1954 рік проти НВАК, використовуючи партизанську тактику. Він був схоплений у 1954 році і страчений у Ланьчжоу.